# Wienerfilharmonikernas nyårskonsert 1999

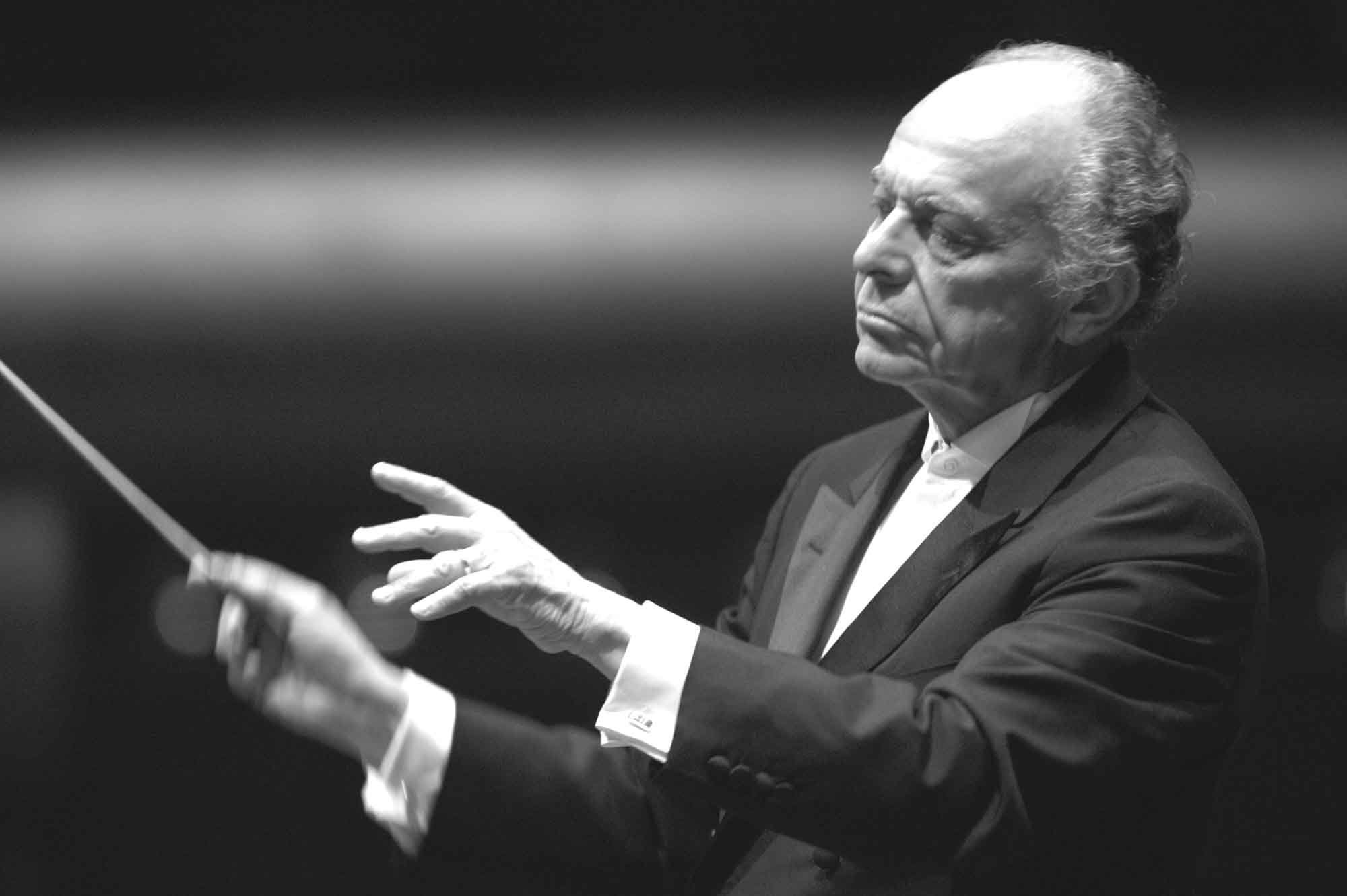
Lorin Maazel

Wienerfilharmonikernas nyårskonsert 1999 räknas som den 59:e nyårskonserten från Wien och ägde rum den 1 januari 1999 i Wiens Musikverein. Dirigent var Lorin Maazel, som även dirigerade konserterna mellan åren 1980 och 1986, samt åren 1994 och 1996. En stor del av programmet uppmärksammade 100-årsdagen av Johann Strauss den yngres (1825–1899) död och 150-årsdagen av Johann Strauss den äldres (1804–1849) död..

## Historia
Strikt räknat var det Wienerfilharmonikernas 54:e nyårskonsert, eftersom det inte var förrän 1946 som namnet introducerades. Dessutom var det den 60:e Årsskifteskonserten, då det vid årsskiftet 1939/40 gavs en Außerordentliches Konzert (extraordinär konsert) av Wienerfilharmonikerna, som dock ägde rum på nyårsafton 1939. Från 1941 dirigerades nyårskonserten av Clemens Krauss, med undantag för åren 1946 och 1947 då Krauss förbjöds att dirigera på grund av sin närhet till nazistregimen och ersattes av Strausspecialisten Josef Krips.
Efter Clemens Krauss död 1955 följde Willi Boskovsky, konsertmästare i Wienerfilharmonikerna, som dirigerade konserten 25 gånger i rad. Från 1980 till 1986 följde sju konserter med dirigenten Lorin Maazel, som tjänstgjorde som chef för Wiener Staatsoper från 1982 till 1984. Därefter beslutade Wienerfilharmonikerna att bjuda in en ny dirigent varje år.
Som har varit fallet varje år sedan 1980 var blomsterdekorationerna en gåva från den italienska staden San Remo.

## Program

### 1:a delen
1. Johann Strauss den yngre: Sinngedichte, Walzer op. 1
2. Johann Strauss den yngre: Scherz-Polka, op. 72 (för soloviolin och orkester, arrangemamng: Michael Rot)
3. Johann Strauss den yngre: Ein Herz, ein Sinn, Polka Mazurka, op. 323
4. Johann Strauss den äldre: Furioso-Galopp efter motiv av Franz Liszt, op. 114*
5. Johann Strauss den yngre: Geschichten aus dem Wienerwald. Vals, op. 325 (Inledning och coda i versionen för soloviolin och orkester, soloviolin: Lorin Maazel)
6. Johann Strauss den yngre: Tritsch-Tratsch-Polka, Polka schnell, op. 214**

### 2:a delen
1. Johann Strauss den yngre: Kaiser Franz Joseph I. Rettungs-Jubel-Marsch, op. 126
2. Johann Strauss den yngre: Donauweibchen, Vals, op. 427
3. Johann Strauss den yngre: Hopser-Polka, op. 28*
4. Johann Strauss den yngre: Spleen-Polka, Polka Mazur, op. 197
5. Johann Strauss den äldre: Vals à la Paganini (op. 11, i programmet angivet utan opus, Arrangemang för soloviolin och orkester: Michael Rot)
6. Johann Strauss den yngre: Fledermaus-Quadrille, op. 363
7. Johann Strauss den yngre: Künstlerleben, Vals, op. 316
8. Johann Strauss den yngre: Banditen-Galopp, op. 378
9. Johann Strauss den yngre: Bitte schön!, Polka française, op. 372
10. Johann Strauss den yngre: Unter Donner und Blitz, Polka schnell, op. 324

### Extranummer
1. Johann Strauss den yngre: Perpetuum mobile, Musikalischer Scherz, op. 257
2. Johann Strauss den yngre: An der schönen blauen Donau, Vals, op. 314
3. Johann Strauss den äldre: Radetzkymarsch, op. 228

Verkförteckningen och verkens ordning finns på Wienerfilharmonikernas webbplats.
 De verk markerade med * stod för första gången på programmet till en nyårskonsert.

**Tritsch-Tratsch-Polka är ingen "Polka schnell" (Snabbpolka) i egentlig mening, den beteckningen användes av Johann Strauss den yngre först med op. 281 (Vergnügungszug (Polka schnell)).

## Inspelningar
En CD släpptes 1999 av BMG Classics/RCA Classics. 14 av de 19 programnumren hade tagits med. Inspelningen gick in på de österrikiska listorna den 24 januari 1999 som nummer 30, nådde fjärde plats som mest och stannade på listan i totalt elva veckor. En dag senare, den 25 januari, gick skivan in på de tyska listorna som nummer 33, med totalt sex veckor på listorna.

## Weblänkar
- Program för nyårskonserten 1999 på wienerphilharmoniker.at